# خانه رهاوی
خانه رهاوی مربوط به اواخر دوره قاجار - دوره پهلوی است و در تهران، خیابان برادران شهید قائدی، سمت راست، اولین ساختمان واقع شده و این اثر در تاریخ ۱ مهر ۱۳۸۲ با شمارهٔ ثبت ۱۰۴۱۷ به‌عنوان یکی از آثار ملی ایران به ثبت رسیده است.